# ملعب وايكاتو
ملعب وايكاتو هو مركز رئيسي للفعاليات الرياضية والثقافية في هاميلتون، نيوزيلندا، بسعة إجمالية تبلغ 25800، يستضيف مباريات كرة القدم والرغبي، وهو أحد ملاعب كأس العالم للسيدات 2023.